# Roberto Fernández Alvarellos
Ne pas confondre avec le footballeur paraguayen, vainqueur de la Copa América 1979, Roberto Fernández et le footballeur espagnol, finaliste de l'Euro 1984, Roberto Fernández Bonillo.
Roberto Fernández Alvarellos est un footballeur espagnol, né le 25 janvier 1979 à Chantada. Il évolue comme gardien de but.

## Palmarès
Vide